# Priorat

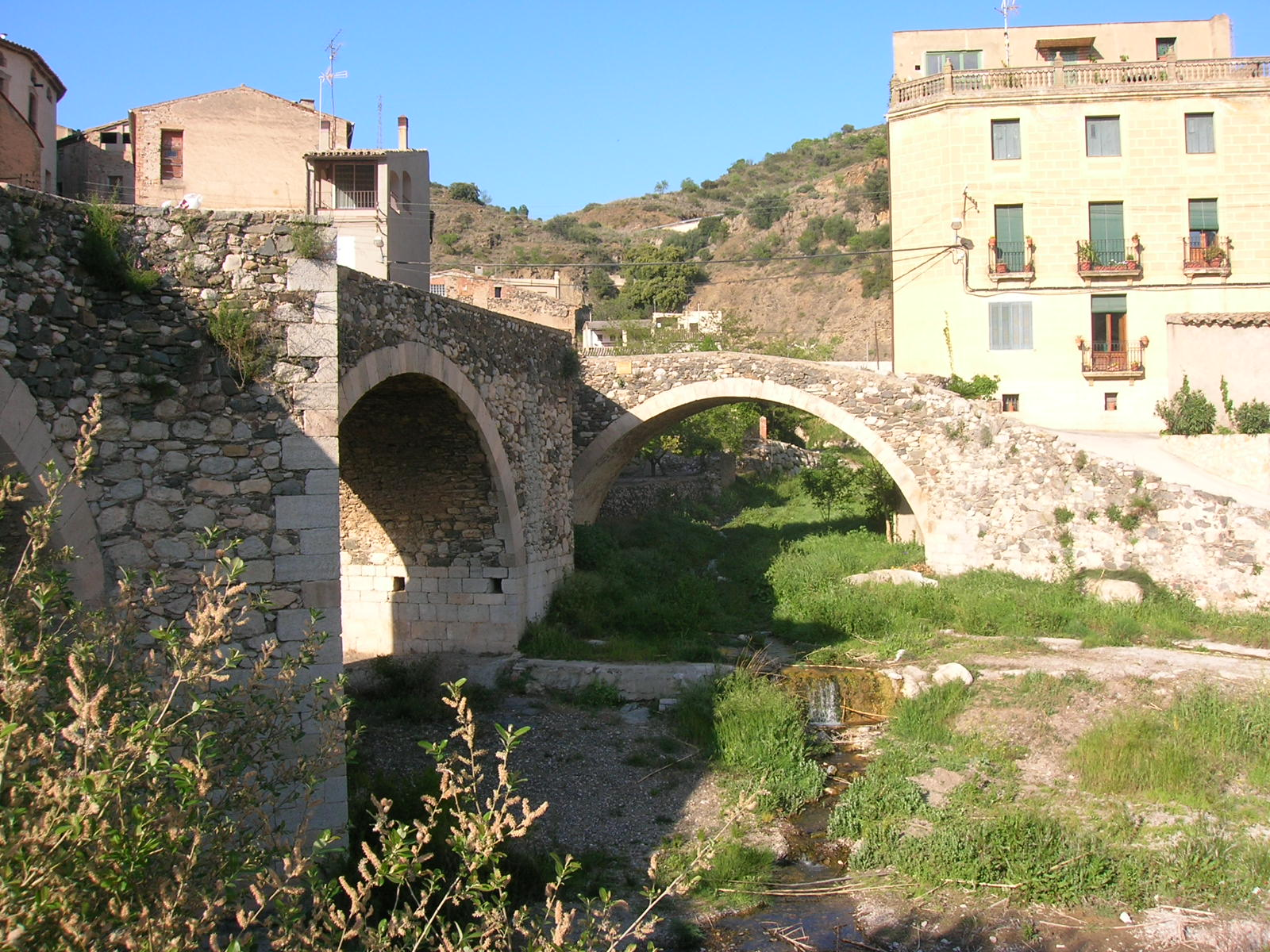
Serra de Montsant i grevskapet Priorat.

Priorat (katalanska: Priorat, spanska: Priorato) är ett grevskap, comarca, i södra delen av Katalonien, i Spanien.
Priorats vinregion är en av Spaniens högst ansedda. Huvudstaden i Priorat heter Falset, med 2 883 invånare 2013.

## Kommuner
Priorat är uppdelat i 23 kommuner, municipis, varav endast huvudstaden Falset har mer än 1 000 invånare.

- Bellmunt del Priorat
- La Bisbal de Montsant
- Cabacés
- Capçanes
- Cornudella de Montsant
- Falset
- La Figuera
- Gratallops
- Els Guiamets
- Lloar
- Margalef
- Marçà
- El Masroig
- El Molar
- Morera de Montsant
- Poboleda
- Porrera
- Pradell de la Teixeta
- La Torre de Fontaubella
- Torroja del Priorat
- Ulldemolins
- La Vilella Alta
- La Vilella Baixa